# Belimbla Park
Belimbla Park – miasto w Australii, w stanie Nowa Południowa Walia.